# Musa de Parthie
 (mai 2025).
Si vous disposez d'ouvrages ou d'articles de référence ou si vous connaissez des sites web de qualité traitant du thème abordé ici, merci de compléter l'article en donnant les références utiles à sa vérifiabilité et en les liant à la section « Notes et références ».
Musa est une reine de l'Empire parthe de 2 av. J.-C. à 4 ap. J.-C. Elle est appelée Thermusa par Flavius Josèphe et est également connue sous le nom de Thea Urania (Astarté).

## Mariage
Musa était une concubine romaine offerte par l'empereur romain Auguste (27 av. J.C. - 14 ap. J.-C.) au roi Phraatès IV de Parthie (37-2 av. J.-C.). Vers la même époque, Auguste avait récupéré les étendards (aquilae) perdus par Marcus Licinius Crassus lors de la bataille de Carrhes en 53 av. J.-C.
Phraatès IV fait de Musa sa favorite, et il désigne leur fils Phraatès V (2 av. J.-C. - 4), communément appelé Phraataces (diminutif), comme successeur. Musa persuade Phraatès IV d'envoyer ses autres fils à Rome comme otages. 

## Règne avecPhraatèsV

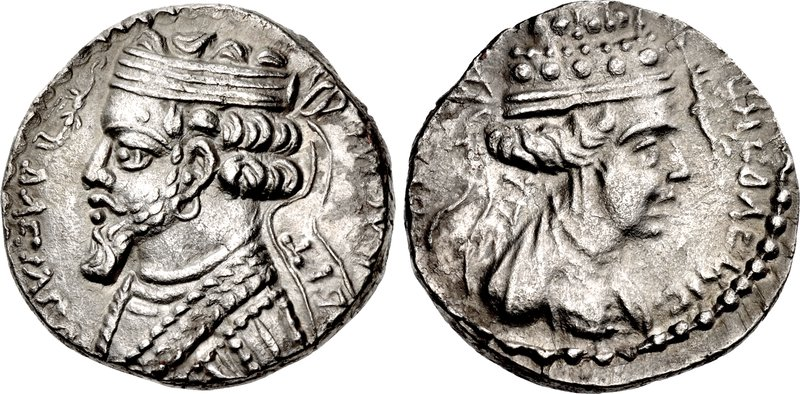
Pièce de monnaie à l'effigie de Phraatès V avec Musa de Parthie.

S'étant débarrassé de tous leurs rivaux, Musa et Phraataces empoisonnent le roi et s'emparent du trône en 2 av. J.-C.. Comme leurs portraits apparaissent ensemble sur leurs monnaies, il semble qu'ils aient partagé le pouvoir.

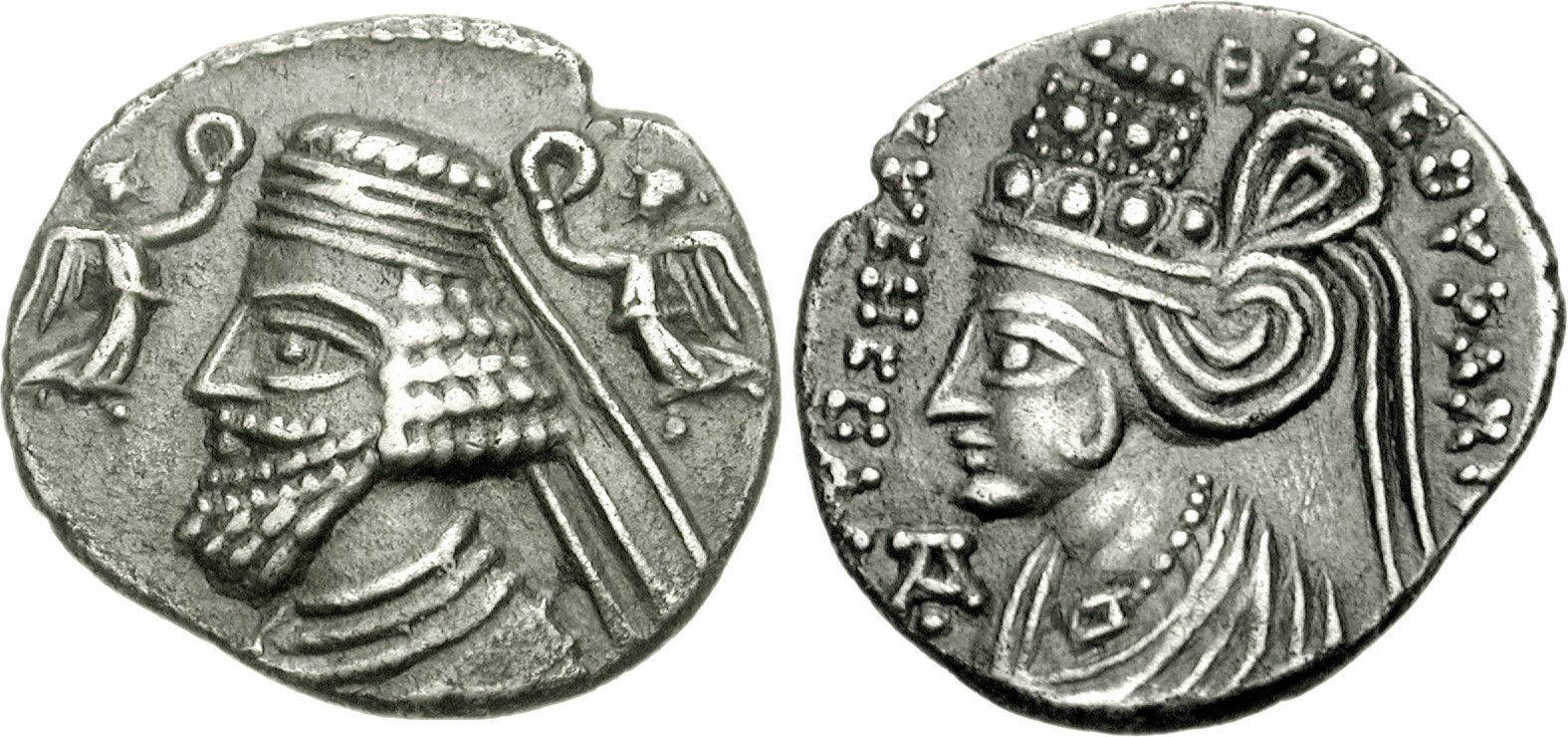
Monnaie avec les portraits de Phraataces et Musa.

D'après Flavius Josèphe, Musa épouse alors son fils Phraatès V. Cela était inacceptable pour les Parthes qui se soulèvent, les renversent et offrent la couronne à Orodès III, qui règne brièvement entre 4 et 6.